# Rudolph von Wrbna

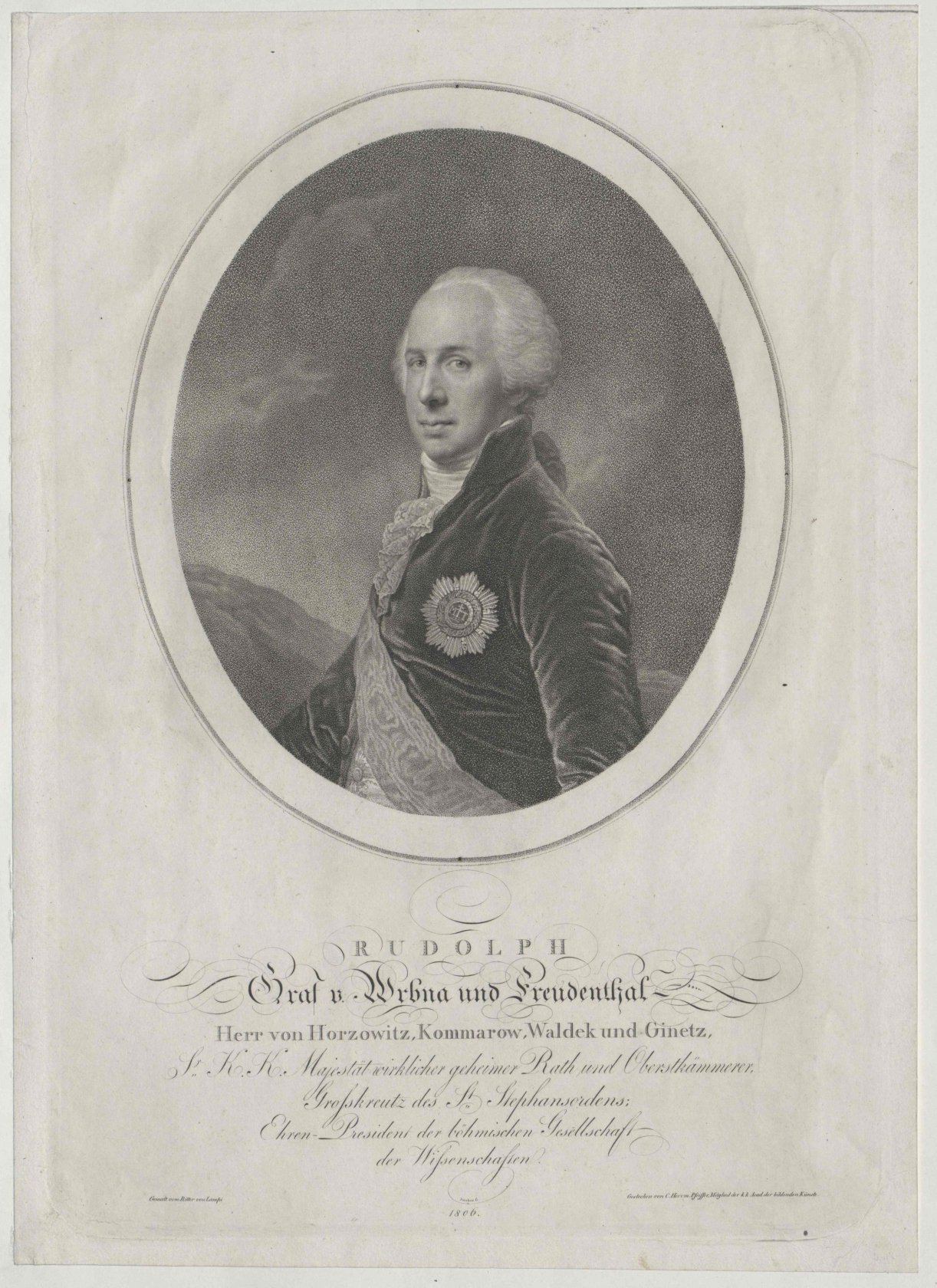
Rudolf Graf von Wrbna und Freudenthal

Graf Rudolph von Wrbna-Freudenthal, auch Rudolf Johann von Würben und Freudenthal (* 23. Juli 1761 in Wien; † 30. Januar 1823 ebenda), war ein österreichischer Beamter.

## Leben

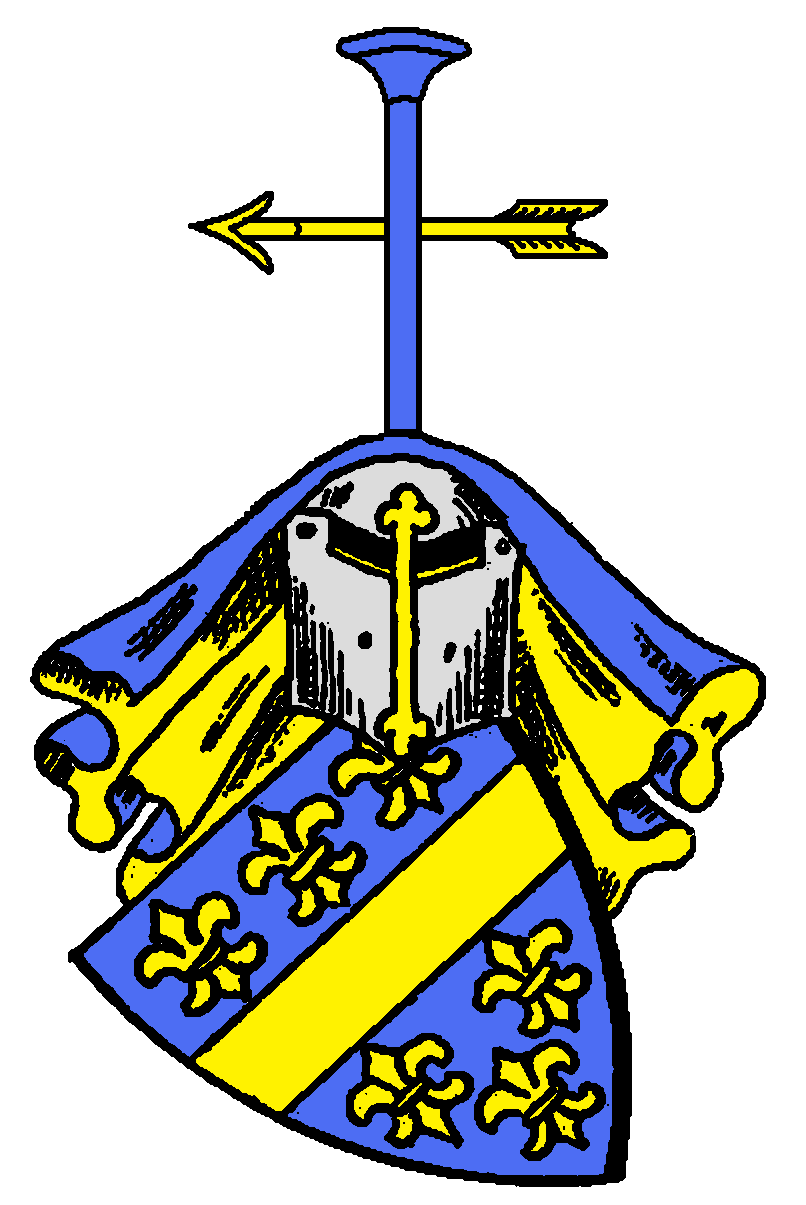
Wappen derer von Wrbna

### Herkunft
Rudolph von Wrbna entstammte einem alten schlesisch-böhmisch-mährisches Adelsgeschlecht und war der älteste Sohn des Grafen Eugen Wenzel von Wrbna (* 3. Juni 1728 in Prag; † 23. Mai 1789 in Hořovice), Obersthofmarschall und dessen Ehefrau Maria Theresia (* 15. September 1733 in Wien; † 3. Juli 1802 ebenda), Tochter des Geheimrates Baron Ladislaus von Kollonitz von Kollograd (1705–1780). Seine Vorfahren Stephan und dessen Sohn Andreas von Wrbna fielen am 9. April 1241, als sie mit Heinrich dem Frommen in der Schlacht bei Liegnitz gegen die eingefallenen Mongolen kämpften.

### Ausbildung
Er studierte Philosophie und Rechtswissenschaften an der Universität Wien. Weil er sich mit Mineralogie beschäftigte und im Laufe der Zeit eine umfangreiche Sammlung anlegen konnte, die später von Paul Partsch katalogisiert wurde, studierte er, nach Beendigung seines Studiums in Wien, Bergbau an der Bergakademie Schemnitz. Er beteiligte sich an allen anfallenden Arbeiten in der Grube und der Hütte, in der Schmiede sowie beim Wasserbau und trat mit den Arbeitern in Wettbewerb, die er entlohnte, wenn sie gewannen. Nach Beendigung des Bergbau-Studiums unternahm er eine Reise durch Nieder-Ungarn und Innerösterreich, um dort verschiedene Bergwerke zu besuchen.
Vor seiner Heirat 1785 wurde Rudolph von Wrbna von seinem Vater probeweise die Verwaltung der Güter überlassen, woraufhin Rudolph von Wrbna durch Verbesserung der Verwaltung und durch seine Erfahrungen im Bergbau, die Eisengusswerke in Komorau auf seiner Herrschaft Hořovice zu neuem Aufschwung bringen konnte, so dass die Erträge beträchtlich wuchsen.

### Früher Staatsdienst
1785 trat er als Hofsekretär bei der montanistischen Hofstelle in den Staatsdienst und wurde 1787 vortragender Bergrat. 1790 erfolgte seine Ernennung als Hofrat bei der Hofkammer für Münz- und Bergwesen. In dieser Zeit wurde er durch Kaiser Joseph II., mit mehreren anderen jungen Männern, ausgewählt, um den Thronfolger Erzherzog Franz auf dessen Spazierritten zu begleiten. 1801 wurde er Vizepräsident der montanistischen Hofstelle und 1802 Präsident der Kanal-Hofbaukommission. Zu dieser Zeit brach im Quecksilberbergwerk Idrija (Grafschaft Görz, heute Slowenien) ein Feuer aus und drohte das Bergwerk zu zerstören. Rudolph von Wrbna beriet und unterstützte den dorthin entsandten Hofrat Joseph Leithner (1743–1822), so dass der Brand rasch gelöscht und eine der reichsten Staatsquellen gerettet werden konnte.

### Privatier und Kriegsverdienst
Um seine Güter besser überwachen und selbst führen zu können, hatte er sich beurlauben lassen, wurde jedoch 1805 durch den Kaiser wieder in den Dienst berufen und zum Landes-Hofkommissar (ein mit speziellen höfischen Angelegenheiten Beauftragter) ernannt.
Nach der Besetzung Wiens durch die Franzosen, trat er dem Generalintendanten Pierre Daru bei der gewaltsamen Räumung des österreichischen Militärspitals unter Einsatz seines Lebens in den Weg, ebenso verhinderte er die Plünderung von Museen und Bibliotheken. Er trat ebenso den französischen Behörden energisch entgegen, als diese geraubte Gegenstände im Wert von einer Million Gulden als Staatsgut in Anspruch nehmen wollten und rettete diese.

### Oberstkämmerer
Am 12. Januar 1806 erhielt er vom Kaiser Franz II. ein Handschreiben, in dem dieser seinen Dank aussprach und ihn, als Nachfolger von Franz de Paula Karl von Colloredo zum Oberstkämmerer ernannte sowie die Vollmacht zu wichtigen Etatgeschäften erteilte und ihn mit dem St.-Stephans-Orden auszeichnete. Weiterhin ernannte ihn der Kaiser zum persönlichen Ratgeber und Begleiter auf seinen Reisen, der für seine Sicherheit zuständig war.
Als sich 1809 erneut ein Krieg mit Frankreich abzeichnete, erbat er sich vom Kaiser die Großjährigkeitserklärung seines 17 Jahre alten Sohnes Eugen und trat am 8. Juli 1809 sein ganzes Vermögen an seinen Sohn ab, damit er unabhängig in kaiserliche Dienste treten konnte.
Als 1811 infolge eines Finanzplanes ein neues Papiergeld, die Einlösungsscheine, ausgegeben wurde, ernannte der Kaiser ihn zum Präsidenten der zu diesem Anlass aufgestellten Einlösungs- und Tilgungsdeputation, auf deren Arbeit zum größten Teil der Staatskredit beruhte. Weiterhin war er Leiter der Hofkammer für Münz- und Bergwesen, aus dem 1848 das k.k. Ministerium für Landeskultur und Bergwesen wurde.
Weil sich der größte Teil der österreichischen Waffenschmieden in feindlichen Händen befanden, reiste Rudolph von Wrbna nach Neusohl, um dort den Aufbau einer Gewehrfabrik zu beschleunigen, die dann unter Leitung des Artillerieobristen Franz Tihavsky († 24. April 1822) ihre Produktion aufnahm. Nach den Friedensverhandlungen übernahm Rudolf von Wrbna wieder das Amt des Hofkommissars und war Chef des Geheimen Kabinetts.
Ihm Unterstand vom 30. Dezember 1806 bis zu seinem Tod die Wiener Hoftheaterdirektion.

### Ehrenämter und Mäzenate
Auf Anregung einiger böhmischer Adliger schuf er eine böhmische Leibwache, die Böhmische Noblegarde, für den Kaiser, der er als Kommandeur sowie sein Sohn Eugen angehörte.
In den Jahren 1804 bis 1823 war er Ehrenpräsident der königlich-böhmischen Gesellschaft der Wissenschaften.
Er war beteiligt an den Gründungen der Patriotisch-Ökonomischen Gesellschaft, des Polytechnischen Instituts, der Malerschule, der Gesellschaft patriotischer Kunstfreunde, des Musik-Konservatoriums, der hydrotechnischen Gesellschaft zur Vereinigung und Schiffbarmachung der Flüsse Böhmens und des böhmischen Nationalmuseums.
Er unterstützte und förderte Franz Reichetzer (1770–nach 1843), Professor an der Bergakademie in Schemnitz, bei der Herausgabe seines Werkes Anleitung zur Geognosie, insbesondere zur Gebirgskunde, nach Werner.

### Lebensende
1822 begleitete Rudolph von Wrbna den Kaiser zum Veroneser Kongress, der vom 20. Oktober bis 14. Dezember 1822 in Verona stattfand. Bei der Rückreise durch das Suganertal, über den Brenner nach Innsbruck und Salzburg erkrankte Rudolph von Wrbna und verstarb im Januar 1823 in Wien. Unmittelbar vor seinem Tod erhielt er noch Besuch vom Kaiser, der, als er von seinem Tod erfuhr, ausrief: Ich habe meinen besten Freund verloren.
Nach seinem Tod wurde er in der Augustinerkirche in Wien eingesegnet und in die Familiengruft nach Hořovice überführt.

### Nachkommen
Rudolph von Wrbna heiratete am 28. Juli 1785 in der Augustinerkirche in Wien Marie Theresia Aloisia (* 3. Februar 1763; † 25. Juli 1803 in Penzing), Tochter des Diplomaten Dominik Andreas von Kaunitz-Rietberg-Questenberg; gemeinsam hatten sie sechs Kinder:
- Eugen von Wrbna (* 4. September 1786 in Wien; † 24. März 1848 ebenda), Oberstallmeister, verheiratet mit Mária Borbála (1793–1858), Tochter des Grafen Károly Miklós Erdödy de Monyorókerék et Monoszló (1770–1833); dessen Sohn war der Generalmajor Eugen von Wrbna-Freudenthal;
- Dominik von Wrbna (* 24. Mai 1788 in Wien; † 24. März 1848), Major;
- Therese von Wrbna (* 13. September 1789; † 12. Dezember 1874), verheiratet mit Franz de Paula Joseph Kinsky von Wchinitz und Tettau (1784–1823);
- Ladislaus von Wrbna (* 5. Juli 1796; † Dezember 1849), Feldmarschallleutnant;
- Franziska von Wrbna (* 2. Dezember 1799 in Wien; † 6. Juli 1863 im Bezirk Schwaz), verheiratet mit Karl von Liechtenstein (1790–1865), Enkel des Feldmarschall Karl Borromäus von Liechtenstein;
- Rudolf von Wrbna (* 4. April 1802 in Wien; † 12. Februar 1874 ebenda), verheiratet mit Konstancie Chorinská z Ledské.

## Mitgliedschaften
- 1804 Ehrenpräsident der Königlichen böhmischen Gesellschaft der Wissenschaften.

## Orden und Auszeichnungen
- Am 16. Januar 1806 wurde er Ehrenbürger von Wien.
- 1806: St. Stephansorden.
- 1808: Ritter des Orden vom goldenen Vlies[5].
- Großkreuz der Eisernen Krone.
- Als Kommandeur der Noblegarde erhielt er das Böhmische Adelskreuz.

## Schriften (Auswahl)
- Verschiedene Kundmachungen. In Die Franzosen in Wien. Leipzig 1806. S. 77 f.